# ایلیا صوبادی
ایلیا صوبادی (؟ - ۱۰۹۴م) اسقف نسطوری عراقی و نویسنده عربی بود. او اسقف اعظم نصیبین (مطران) بوده است. الألفاظ اللهکسیکون بالسریانیة و العربیة، المجالس السبعة آلتی جرت بین ایلیا مطران نصیبین و الوزیر ابی‌القاسم حسین بن یحیی المغربی، رسالة فی فضیلة العفة عن الجماع، رسالة فی خلق العالم و وحدانیة الخالق و تثلیث اقانیمه، دفع الهم و حل بعض المسائل الإنجیلیة از آثار اوست.